# Монченко, Владислав Иванович
Монченко Владислав Иванович (2 апреля 1932, Москва — 8 февраля 2016, Киев) — украинский зоолог, профессор, доктор биологических наук, академик Национальной академии наук Украины (2003).

## Биография
Учился в Киевском государственном университете, на биологическом факультете (1950—1955 годы). После окончания университета в течение 1955—1958 годов учился в аспирантуре тогдашнего Института зоологии АН УССР (сейчас — Институт зоологии имени И. И. Шмальгаузена НАН Украины). В 1962 году защитил диссертацию на соискание учёной степени кандидат биологических наук (защита в Киевском государственном университете) по теме «Веслоногие ракообразные (Copepoda) бассейна среднего Днепра». В 1989 году защитил в Институте зоологии АН УССР диссертацию на соискание степени доктора биологических наук «Свободноживущие ракообразные (Copepoda Cyclopoida) Понто-Каспийского бассейна (фауна, экология, зоогеографический и морфо-эволюционные анализ, филогении, систематика)».
Более 60 лет трудился в Институте зоологии имени И. И. Шмальгаузена НАН Украины. На протяжении многих лет был заведующим Отдела фауны и систематики беспозвоночных, который основал в 1975 г., а также заместителем директора Института по научной работе. Последние годы работал на должности главного научного сотрудника указанного отдела. Являлся многолетним редактором журнала «Вестник зоологии», членом редколлегии «Acta Zoologica Bulgarica». Основная сфера интересов — таксономия, зоогеография, экология и фауна свободноживущих пресноводных и морских ракообразных отряда Copepoda.
Под руководством Монченко защищены 8 кандидатских и две докторских диссертации.

## Монографии
Монченко автор около 200 научных публикаций, включая 7 монографий. Среди них:
- Монченко В. І. Фауна України. Том 27. Вип. 3. Щелепнороті циклопоподібні, циклопи (Cyclopidae). — Київ : Наукова думка, 1974. — 326 с.
- Монченко В. И. Свободноживущие циклопообразные копеподы Понто-Каспийского бассейна. — Киев: Наукова думка, 2003. — 350 с.
- Монченко В. І., Балан П. Г., Трохимець В. М. Карцинологія. Київ: Видавничо-поліграфічний центр «Київський університет», 2011. — 527 с.
- Монченко В.І., Трохімець В. М. Історичний розвиток тваринного світу: підручник (ред. др. біол. наук, проф В. В. Серебряков). К: ООО «ТОФІ КІМЕ», 2015. — 640 с.

## Признание и награды

### Награды
- 1976 год — Премия имени Заболотного АН УССР.
- 2007 год — Государственная премия Украины в области науки и техники.
- 2008 год — Заслуженный деятель науки Украины.

### Виды, названные в честь Монченко
В честь монченко названы 3 рода и 9 видов циклопоидних ракообразных, среди них Monchenkiella Arbizu, 2001 и Prehendocyclops monchenkoi Rocha, Iliffe, Reid & Suarez-Morales, 2000.